# Sjinnik Jaroslavl
Sjinnik Jaroslavl (Russisch: Футбольный клуб Шинник Ярославль) is een Russische voetbalclub uit Jaroslavl.
De club werd in 1957 opgericht als Chimik Jaroslavl, de huidige naam werd 3 jaar later aangenomen. In 1963 promoveerde de club naar de hoogste klasse in de Sovjet-Unie maar degradeerde na één seizoen terug naar de 2de klasse. Daarna verdween de club in de anonimiteit tot eind jaren 80. In 1988 en 1990 plaatste de club zich voor de 1/16de finale van de USSR Cup en in 1991 zelfs in de 1/8ste finale waarin Lokomotiv Moskou te sterk was.
Na de val van de Sovjet-Unie kwalificeerde de club zich voor het eerste seizoen van de Russische competitie maar sloot dit echter als laatste af. In 1996 promoveerde Sjinnik vanuit de Russische eerste divisie en werd vierde in het eerste seizoen (1997) en kon tot 1999 in de hoogste klasse blijven. In 2001 werden ze kampioen van de eerste divisie en van 2002 tot 2006 speelde Sjinnik opnieuw in de Premjer-Liga. Hierna werd de club een echte liftploeg en degradeerde en promoveerde elk jaar van en naar de Premjer-Liga.

## Sjinnik in Europa
#R = #ronde, T/U = Thuis/Uit, W = Wedstrijd .
Uitslagen vanuit gezichtspunt Sjinnik Jaroslavl
| Seizoen | Competitie    | Ronde | Land              | Club           | Totaalscore | 1e W    | 2e W    |
| ------- | ------------- | ----- | ----------------- | -------------- | ----------- | ------- | ------- |
| 1998    | Intertoto Cup | 2R    | Vlag van Finland  | Turun PS Turku | 5-2         | 2-0 (U) | 3-2 (T) |
|         |               | 3R    | Vlag van Spanje   | Valencia CF    | 2-4         | 1-4 (U) | 1-0 (T) |
| 2004    | Intertoto Cup | 2R    | Vlag van Tsjechië | FK Teplice     | 4-1         | 2-1 (U) | 2-0 (T) |
|         |               | 3R    | Vlag van Portugal | UD Leiria      | 2-6         | 1-4 (T) | 1-2 (U) |

## Bekende (oud-)spelers
- Roeslan Baltiev
- Bruno Basto
- Aleksej Kornejev
- Anatoli Masljonkin
- Serhij Serebrennikov

## Trainer-coaches
- Sergej Joeran